# Perittia weberella
Perittia weberella is een vlinder uit de familie grasmineermotten (Elachistidae). De wetenschappelijke naam is voor het eerst geldig gepubliceerd in 1984 door Whitebread.
De soort komt voor in Europa.